# Susan Bernofsky

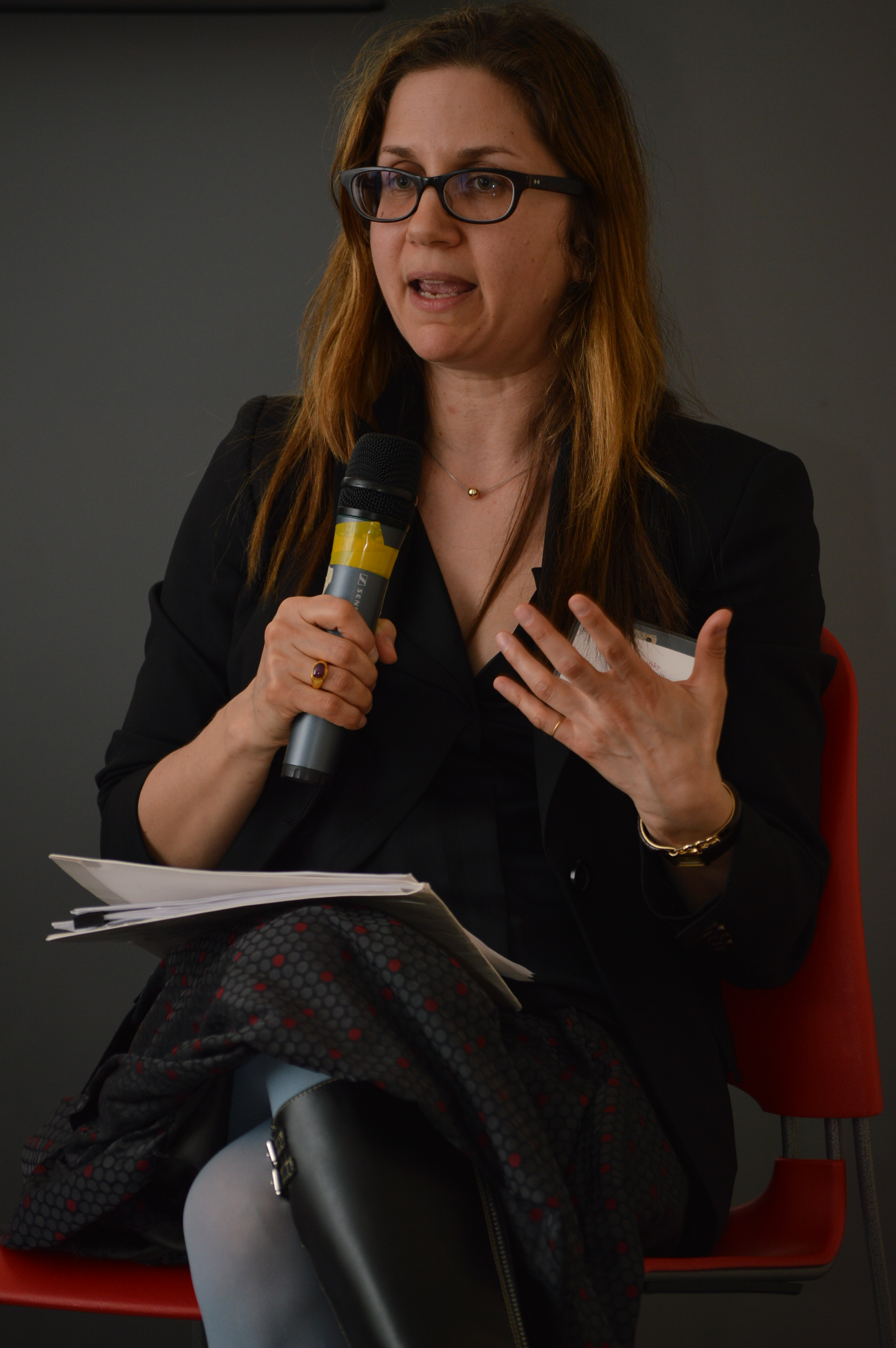
Susan Bernofsky, 2013

Susan Bernofsky (geboren am 20. Juli 1966 in Cleveland) ist eine US-amerikanische Übersetzerin und Lehrstuhlinhaberin für literarisches Übersetzen, die für ihre Übersetzungen deutschsprachiger Literatur ins Englische bekannt ist. Sie übertrug Werke von Hermann Hesse, Franz Kafka, Robert Walser, Yoko Tawada und Jenny Erpenbeck ins Englische.

## Leben
Bernofsky lernte während ihrer Schulzeit Deutsch und studierte später Germanistik in Baltimore und St. Louis. Sie promovierte 1998 an der Princeton University in Komparatistik. Sie hatte Studienaufenthalte in Münster, Zürich und Berlin und lehrte am Fachbereich für Amerikanistik an der Universität Stuttgart. Ihre Begeisterung für Robert Walser führte sie zur Übersetzung seiner Kurzprosa. Sie gilt heute als eine der bedeutendsten Übersetzerinnen der Werke Walsers ins Englische.
Neben Robert Walser übersetzte sie zudem Werke zeitgenössischer Autorinnen wie Jenny Erpenbeck und Uljana Wolf. Sie hat an der Columbia University in New York City einen Lehrstuhl für literarisches Übersetzen inne und leitet dort das Übersetzungsprogramm. Sie ist Autorin der Walser-Biografie Clairvoyant of the Small: The Life of Robert Walser (2021). Derzeit arbeitet sie an einer Neuübersetzung von Thomas Manns Der Zauberberg ins Englische.
Sie beschreibt ihr Übersetzen als eine Kunst, die mehr als nur das bloße Übertragen von Wörtern umfasst. Bernofsky legt besonderen Wert auf das Einfangen der feinen Nuancen und des Stil der Originaltexte.
Zwischen ihr und Jenny Erpenbeck besteht eine enge Zusammenarbeit, die zu mehreren erfolgreichen Übersetzungen geführt hat. Ihre Übersetzung von Erpenbecks Roman Gehen, ging, gegangen erhielt große Anerkennung in den Vereinigten Staaten.
Im Mai 2024 unterstützte sie die Proteste Studierender an der Columbia University für Solidarität mit Palästina. Sie kritisierte die Entscheidung der Universitätsleitung für den Einsatz der Polizei auf dem Campus gegen friedliche Demonstranten. Zusammen mit über 200 Mitarbeitern der Columbia und Barnard College beteiligte sie sich an einem Protest gegen das Vorgehen der Universität.

## Auszeichnungen
Bernofsky wurde für ihre Übersetzungen mehrfach ausgezeichnet, unter anderem mit dem Schlegel-Tieck Prize. Sie erhielt den Helen and Kurt Wolff Translator’s Prize sowie den Calwer Hermann-Hesse-Übersetzungspreis. Ihre Übersetzung von Jenny Erpenbecks Roman Aller Tage Abend (The End of Days) gewann den Independent Foreign Fiction Prize und weitere Auszeichnungen. 2019 wurde sie mit dem Lois Roth Award der Modern Language Association und dem Friedrich Ulfers Prize ausgezeichnet. 2023 wurde ihr die August-Wilhelm-Schlegel-Gastprofessur an der Freien Universität Berlin verliehen.

## Publikationen
- Clairvoyant of the Small. The Life of Robert Walser. Yale University Press, New Haven 2021, ISBN 978-0-300-22064-3.
  - „Hellseher im Kleinen“. Das Leben Robert Walsers. Aus dem Englischen von Michael Adrian. Suhrkamp, Berlin 2025, ISBN 978-3-518-43159-7.